# Eilema ochreola
Eilema ochreola là một loài bướm đêm thuộc phân họ Arctiinae, họ Erebidae.